# Quadraceps similis
Quadraceps similis är en insektsart som först beskrevs av Christoph Gottfried Andreas Giebel 1866.  Quadraceps similis ingår i släktet Quadraceps, och familjen fjäderlöss. Arten är reproducerande i Sverige.